# 動主賓語序
如果在句子中，主语（S）、宾语（O）、动词（V）按照“动-主-宾”的顺序排列，这种语序就被称为动-主-宾语序（VSO，Verb–Subject–Object）。
以阿美語為例子，漢語中「我愛你」的阿美語為：Ma'ulahay kaku i tisuwanan，ma'ulahay為謂語('ulah主事焦點)，喜歡之意；kaku為主語(我，主格)，tisuwanan為賓語(你，受格)。
一般而言，聖經希伯來語（現代希伯來語除了VSO順序外亦用SVO的語序）、古典阿拉伯語（現代阿拉伯語較多使用SVO的語序）、多數南島語系語言（包括台灣南島語言和马来-波利尼西亚语族的多數語言在內）、許多馬雅語族語言和凱爾特語族海島凱爾特語支語言（如威爾斯語）使用此種語序。
德語有時語序也會變成VSO的順序，尤其在將代表時間的詞置於首位或問句時，例：Gestern sah ich das Maedchen（直譯：昨天 看到了 我 那女孩），ich為主語，sah（sehen的過去式）為謂語，Maedchen為賓語。在瑞典語也有這種情形。
一些語序為SVO語言的疑問句會將動詞前置，其中包括多數的日耳曼語族語言（如德語、英語等）、法語、西班牙語等。